# Carpathonesticus avrigensis
Carpathonesticus avrigensis là một loài nhện trong họ Nesticidae.
Loài này thuộc chi Carpathonesticus. Carpathonesticus avrigensis được miêu tả năm 1982 bởi Weiss & Heimer.